# Спекулум

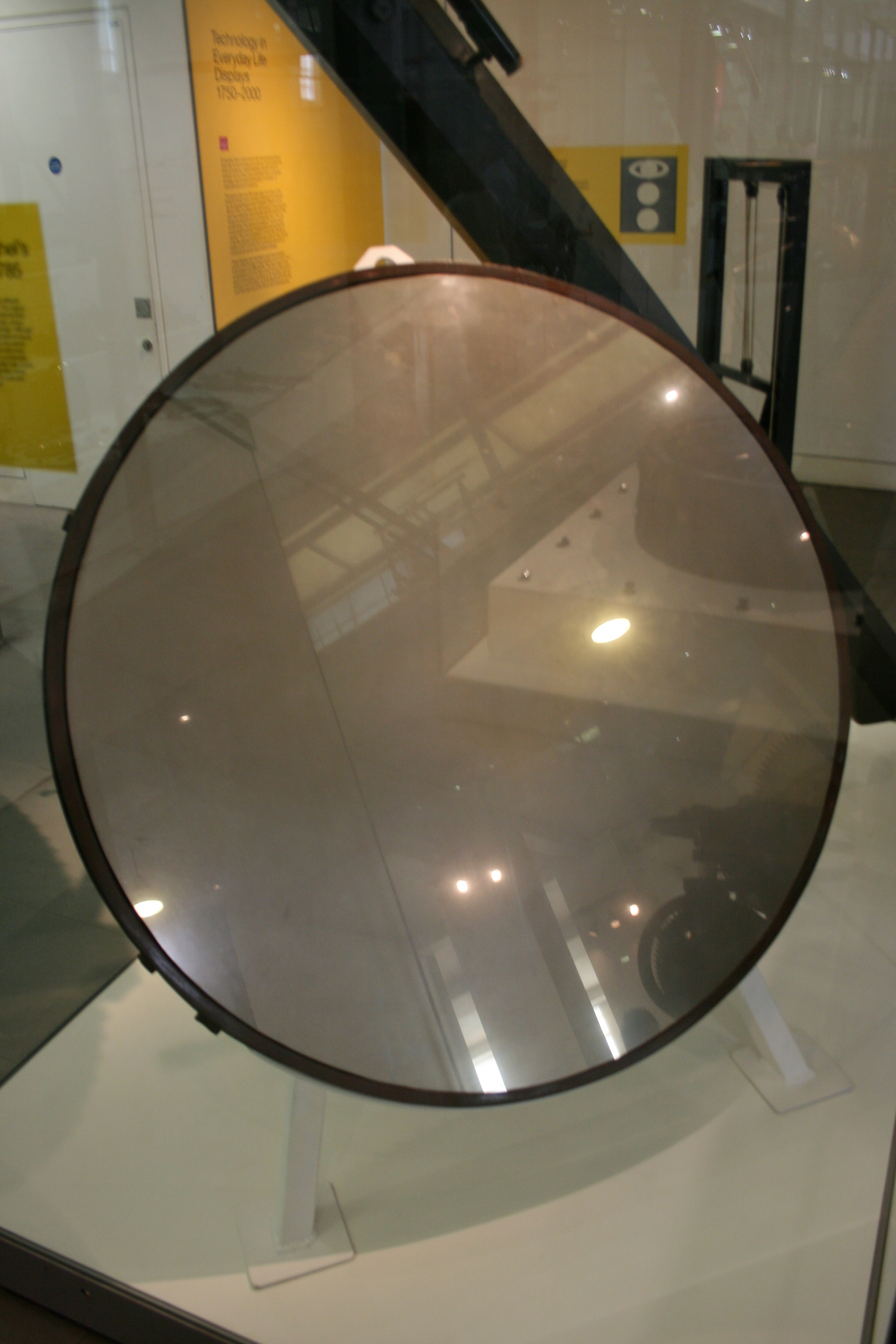
Дзеркало зі спекулуму.

Спекулум — сріблястий сплав олова та міді (олов'яна бронза). 
Використовувався для виготовлення монет у Галлії та Англії за часів вторгнення Цезаря.
Пізніше сплав використовували для виготовлення дзеркал.